# Une passion
Pour les articles homonymes, voir Passion.
Pour plus de détails, voir Fiche technique et Distribution.
Une passion (En passion) est un film suédois d'Ingmar Bergman, sorti en 1969.

## Synopsis
Andreas Winkelman vit seul à Fårö, retiré du monde. Un jour, Anna, une jeune veuve, lui demande de téléphoner. Andréas, qui a fait semblant de sortir, l'écoute fondre en larmes lors de sa conversation. En repartant, elle oublie son sac. Andréas le fouille avant de le lui rapporter. À cette occasion, il fait la connaissance d'un couple, Elis et Eva Vergérus, avec qui il sympathise. Un jour où son mari est absent, Eva rend visite à Andreas…

## Fiche technique
- Titre original : En passion
- Titre français : Une passion
- Réalisation et scénario : Ingmar Bergman
- Photographie : Sven Nykvist
- Costumes : Mago
- Production : Svensk Filmindustri et Cinematograph AB
- Distribution : Svensk Filmindustri
- Durée : 101 minutes
- Format : Couleurs (Eastmancolor) - 1,66
- Filmé sur l'île de Fårö de septembre à décembre 1968
- Première projection publique : le 10 novembre 1969 à Stockholm
- Affiche : Jouineau Bourduge (France)

## Distribution
- Max von Sydow : Andreas Winkelman
- Liv Ullmann : Anna Fromm
- Bibi Andersson : Eva Vergérus
- Erland Josephson : Elis Vergérus
- Erik Hel : Johan Andersson
- Sigge Fürst : Verner
- Svea Holst : La femme de Verner
- Annicka Kronberg : Katarina
- Hjördis Petterson : la sœur de Johan